# Krywicze (obwód brzeski)
Krywicze (biał. Крывічы; ros. Кривичи) – wieś na Białorusi, w obwodzie brzeskim, w rejonie pińskim, w sielsowiecie Horodyszcze, nad Prypecią. Graniczy z Rezerwatem Krajobrazowym Środkowa Prypeć. W źródłach pojawia się także pod nazwą Krzywicze.
W dwudziestoleciu międzywojennym leżały w Polsce, w województwie poleskim, w powiecie pińskim, w gminie Lemieszewicze. Po II wojnie światowej w granicach Związku Sowieckiego. Od 1991 w niepodległej Białorusi.